# تشارلز بي. وارد
تشارلز بي. وارد (بالإنجليزية: Charles B. Ward)‏ هو سياسي أمريكي، ولد في 27 أبريل 1879 في نيوآرك في الولايات المتحدة، وتوفي في 27 مايو 1946 في قرية ليبرتي في الولايات المتحدة. حزبياً، نشط في الحزب الجمهوري. وقد انتخب عضو مجلس النواب الأمريكي.